# 申特耶爾內伊
申特耶爾內伊（斯洛維尼亞語： 發音：[ʃɛnˈtjɛːɾnɛi̯] 或 [ʃənˈtjɛːɾnɛi̯]，原本又寫為 Šent Jernej），是斯洛維尼亞東南部申特耶爾內伊市鎮的小鎮及行政中心。當地是下卡尼奧拉傳統地區的一部分，現在被包括在東南斯洛維尼亞統計區。
該鎮的堂區教堂是獻給聖巴托洛繆，屬於天主教新梅斯托教區。這是一座巴洛克式建築，擁有兩座早期教堂的遺跡，一座是12世紀的羅馬式教堂，另一座是15世紀的哥德式教堂，保存在當前建築的地板上。兩座18世紀的側祭壇從科斯塔涅維察的熙篤會修道院被帶到教堂。

## 外部連結
- Šentjernej on Geopedia （页面存档备份，存于）